# Nephrotoma nigrocostalis
Nephrotoma nigrocostalis är en tvåvingeart som beskrevs av Alexander 1936. Nephrotoma nigrocostalis ingår i släktet Nephrotoma och familjen storharkrankar. Inga underarter finns listade i Catalogue of Life.